# 奥敦氏
奥敦為女真姓氏翻譯成漢字後的漢字複姓，源自肅慎族奥敦（漢文又翻譯為奥屯）部落，後併入女真族，世居鄂通，其族人以部落為氏。同時該姓也翻譯為漢文「奥屯」。奧敦姓和奧屯姓的後人漢化改為曹姓、鄂姓，也有後人簡化為奥姓，現在奧敦姓已沒有在使用。

## 人物
- 奥敦丑和尚：金朝將領。
- 奥敦世英：金朝淄州（今山東省淄博）世襲剌史，後降蒙古。
- 奧敦周卿：元朝曲作家。
- 奥屯忠孝：金朝济南知府
- 奥屯茂：明朝陕西都转运使

## 延伸阅读
[在维基数据编辑]
 《欽定古今圖書集成·明倫彙編·氏族典·奧敦姓部》，出自陈梦雷《古今圖書集成》